# 岡部健
岡部 健（おかべ けん、1934年2月6日 - ）は、日本の俳優、元プロボクサー。本名、岡部 行宏。
東京都出身。身長175cm。69kg。血液型B型。ワンダフルライフプロジェクト所属。

## 人物
高校在学中にボクシングを始め、卒業後はプロボクサーとして活躍し、フェザー級1位となる。5年でプロボクサーを引退し、元々好きだった役者の道へ進む。伊藤道郎俳優養成所に入り、3年後には松竹大船撮影所ニューフェイスに選ばれた。
単発の悪役などを演じた後、特撮テレビドラマ『電人ザボーガー』に敵首領・悪之宮博士役で初レギュラーを務めた。以後、幾つかの特撮作品にレギュラー出演したことで知られる。
趣味は釣り・ゴルフ・テニス。特技はジャズ・ボクシング・スキンダイビング・ギター。

## エピソード
- 幼少期は麻布に住んでおり、そこにあった映画館で『フランケンシュタイン』を観てホラーものを趣向するようになった[3]。
- 『電人ザボーガー』で悪之宮博士を演じた時は30代であり、悪の首領としては貫禄が足りないと感じ、髭や髪を白くメイクしたり、高価な指輪やキザな服装を纏うなどしている[3]。演技は猟奇的・サディスティックな人物であることを意識して演じ、演出サイドから特に修正を受けることはなかったという[3]。悪之宮博士の最期については、生死不明となり復活を予感させることを希望していた[3]。
- 『電人ザボーガー』では主演の山口暁と親交を深め、山口が所属する事務所へ誘われていたが、話を進めていたマネージャーの急逝により実現しなかった[3]。

## 出演作品

### テレビドラマ
- 第7の男（1964年）
- 東京警備指令 ザ・ガードマン 第21話「黄金の牙」（1965年）
- 樅ノ木は残った 最終回（1970年）
- 特別機動捜査隊
  - 第474話「血の鎖」（1970年）- 柏原刑事
  - 第495話「ネオン新宿なみだ雨」（1971年）
  - 第496話「闇の中」（1971年）- 野沢
  - 第507話「歩行者天国」（1971年）- 藤本
  - 第517話「華麗なる沈黙の街」（1971年）- 堤刑事
  - 第525話「ポルノイン東京 女人百景」（1971年）- トップ屋
- 人形佐七捕物帳 第22話「音羽の猫」（1971年） - 石田喜一郎
- 刑事くん第1部 第9話「小さな追跡者」（1971年）
- プレイガール
  - 第123話「水で書かれたラブレター」（1971年）
  - 第132話「欲望という名の欠陥車」（1971年）
  - 第135話「残された二人」（1971年）
- ターゲットメン 第9話「吸血魔の仮面を剥げ」（1971年）
- 新・平家物語（1972年）
- ミラーマン 第23話「土星怪獣アンドロザウルス襲来!」（1972年） - インベーダー
- 大江戸捜査網（第2シリーズ） 第2話「花吹雪いのち子守唄!」（1972年） - 高崎藩次席家老・島田右近
- GO!GOスカイヤー 第4話「恐怖の強行着陸」（1973年）
- ファイヤーマン 第16話「奪え! ファイヤースティック」（1973年） - アルタ星人
- 電人ザボーガー
  - 第1話「たたかえ！電人ザボーガー」 - 第39話「大滅亡！悪之宮博士の死」（1974年） - 悪之宮博士
  - 第40話「甦えった魔神三ツ首!!」 - 第52話「ストロングザボーガーよいつまでも」（1975年） - ナレーター
- 純愛山河 愛と誠 第6話「愛は戦いである」（1974年） - レフェリー
- 白い牙 第4話「愛憎悲歌（エレジー）・有光洋介」（1974年）
- 家なき子 第21話「スターの道は遠くない」（1975年、TBS） - 平岡
- 白い地平線 第5話「運命の時」（1975年）
- 怪人二十面相  第22話「守れ！僕らの雅子先生」（1977年）
- 華麗なる刑事 第31話「拳銃の報酬」（1977年）
- 青春の門 第二部「自立編」第13話 - 第15話（1978年）
- 大空港 第4話「パリ-東京　戦慄の20時間」（1978年）
- 爆走! ドーベルマン刑事 第8話「消えた黒バイ!」（1980年）
- 噂の刑事トミーとマツ 第1シリーズ 第59話「ドッキリ写真!女の後ろに犯人が!!」（1981年）
- ザ・ハングマン 第14話「生き返ったスリ係 女刑事」（1981年）
- 噂の刑事トミーとマツ 第2シリーズ 第27話「トミマツ卒倒! 出たァアメリカ仕込みの蛇女」（1982年） - 東京コネクション幹部
- 天まであがれ! パート1（1982年） - 水上トレーナー
- 誇りの報酬 第20話「いざとなったら辞表を胸に」（1986年）
- 月曜・女のサスペンス「九州航路の謎 -川崎〜宮崎 豪華客船血塗られたデッキ-」（1988年） - 茂木
- 電脳警察サイバーコップ（1988年 - 1989年） - ブロイド博士
- 電光超人グリッドマン 第22話「復活! 恐竜帝王」（1993年） - 吉原知己
- 七星闘神ガイファード（1996年） - バイクロス
- ウルトラシリーズ
  - ウルトラマンティガ（1996年 - 1997年） - ヨシオカ・テツジ警務局長官
  - ウルトラマンダイナ 第33話「平和の星」（1998年） - ヨシオカ・テツジ警務局長官
  - ウルトラマンコスモス 第56話「かっぱの里」（2002年） - 敬造 ※未放送作品

### 映画
- 男の歌（1962年、松竹） - 堀川選手
- 空と海の結婚（1962年、松竹） - 男
- 二人で胸を張れ（1963年、松竹） - 河村
- 拝啓天皇陛下様（1963年、松竹） - 戦地の兵隊
- 望郷と掟（1966年、松竹）
- 首都消失（1987年、東宝）
- ウルトラマンティガ THE FINAL ODYSSEY（2000年、ソニー・ピクチャーズ） - ヨシオカ・テツジ警務局長官